# Юркунабад-е-Софлі
Юркунабад-е-Софлі (перс. یورقون‌آباد سفلی) — село в Ірані, входить до складу дехестану Баш-Калах у Центральному бахші шахрестану Урмія провінції Західний Азербайджан.